# Сардер
Са́рдер или сард (устар., от др.-греч. Σάρδος, сард) — поделочный или полудрагоценный камень, разновидность халцедона (скрытокристаллического кварца) бурого, коричневого или красновато-коричневого тона, оттенок которого обычно определяется как цвет запёкшейся крови. Очень близок к сердолику (карнеолу), сардониксу и розовому халцедону.
Сард или сардер — устаревший термин, давно не использующийся в современной минералогической литературе. Однако его нередко можно встретить в старых книгах о минералах, в искусствоведческой литературе с описаниями древних изделий из камня (в частности камей), а также в религиозных и художественных текстах. Минералогия как таковая по большому счёту уже давно не признаёт права на существование таких распространённых названий, как хризопраз, эмеральдин, агат, сердолик, оникс, считая их цветовыми или товарными разновидностями халцедона. Эти названия начиная с 1960-х годов официально упразднены в международной минералогической номенклатуре:441. Сардер относится к числу именно таких терминов.

## Название
Происхождение слова сард имеет несколько традиционных версий. Основная из них — географическая. В самом распространённом варианте она отсылает к древнему греческому городу Сарды (др.-греч. Σάρδεις) в Малой Азии, где якобы был найден этот минерал; либо к латинскому лат. Sardo — острову Сардинии:346. В таком случае значение слова сард следовало бы понимать буквально как сардский или сардинский. Впрочем, встречаются вторичные попытки толкования слова сард как обозначения цвета (красный как копчёное сардинское мясо или особым образом подкопчённые сардины).

## Свойства
Сардер очень близок к трём другим разновидностям халцедона: карнеолу, сердолику и сардониксу. Отличия между этими минералами исчерпываются цветовой тональностью и характером распределения рисунка. В частности, более известный сардоникс состоит из оникса с полосами сарда, как следует из названия камня:320.
Более насыщенный цвет и меньшая прозрачность, чем у сердолика, обусловлена большим числом примесей, хотя характер их не отличается. Красная или красно-коричневая окраска сарда вызвана чаще всего присутствием ионов трёхвалентного железа, а также марганца.

## Применение
Известны несколько способов получения (подделки) окраски сардера из более светлых сортов халцедона, в частности, путём специального отжига или проваривания в медовом растворе. Придание халцедону не присущих ему изначально красно-коричневых расцветок практикуется с глубокой древности и подробно описано Плинием в 37 томе «Естественной истории». При этом используется такое свойство всех халцедонов, как пористая структура минерала:441.
Поделочный, иногда полудрагоценный камень, используется наряду с другими многочисленными разновидностями халцедона при изготовлении ювелирных изделий.